# Tołpyga pstra

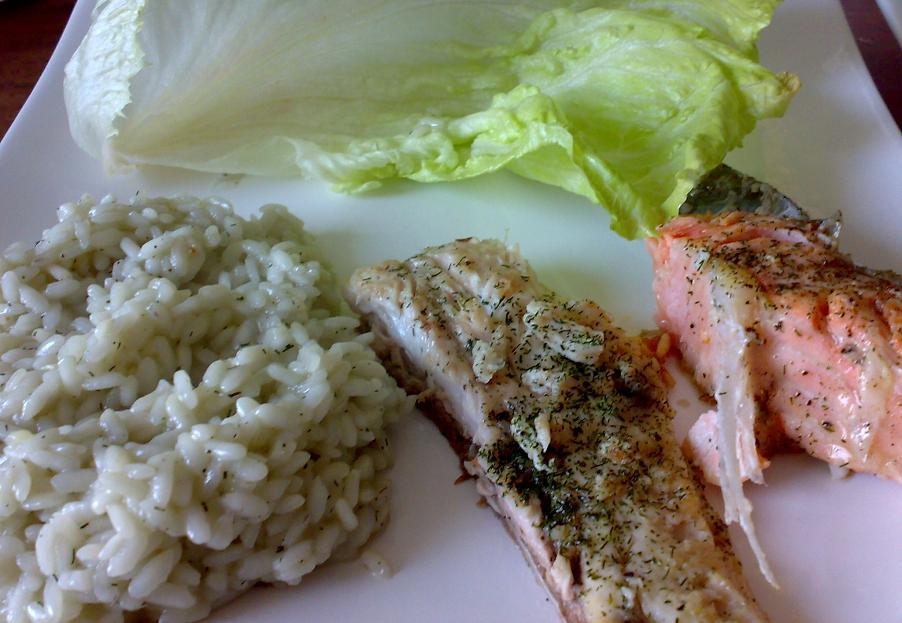
Risotto, tołpyga i łosoś (od lewej)

Tołpyga pstra (Hypophthalmichthys nobilis) – gatunek słodkowodnej ryby  z  rodziny karpiowatych (Cyprinidae). Poławiana gospodarczo.

## Występowanie
Pochodzi z Chin, gdzie już od 2 tys. lat była hodowana w stawach. Gatunek introdukowany od 1949 w wielu krajach całego świata, również w Polsce (od 1965). W kilku krajach, w tym w Stanach Zjednoczonych, uznana za gatunek inwazyjny. Ryba ciepłolubna, preferuje ciepłe wody w rzekach, jeziorach i kanałach, zwłaszcza podgrzewanych.
W listopadzie 2014 w Odrze we Wrocławiu złowiono osobnika o długości 122 cm, a kolejnego, o długości 120 cm, złowiono w grudniu 2015 r. w dolnośląskich stawach Jelcza-Laskowic.

## Cechy morfologiczne
Dorasta do 1,12 metra długości i 45 kg masy ciała. Ciało wydłużone, silnie bocznie spłaszczone. Duży otwór gębowy bez wąsików. Jeden szereg zębów gardłowych. Jest większa i ma większą głowę niż tołpyga biała, a oczy położone niżej. Posiada również nierównomiernie rozłożone ciemne plamy na ciele. Ubarwienie złotawoszare.

## Odżywianie
Tołpyga pstra żywi się początkowo fitoplanktonem, a w miarę rozwoju zaczyna pobierać również zooplankton oraz małe ryby.

## Rozród
Dojrzewa płciowo w wieku 4–7 lat w zależności od rejonu występowania. Ikra jest pelagiczna. Jedna samica składa od 80 tys. do 600 tys. jaj. Jest rybą długowieczną. Krzyżuje się z karpiem, amurem białym i tołpygą białą. W Polsce nie rozmnaża się w warunkach naturalnych.

## Znaczenie gospodarcze
Tołpyga pstra została introdukowana do zbiorników wodnych ze względu na swoje preferencje pokarmowe. Żywiąc się fitoplanktonem przyczynia się do zmniejszenia tempa zarastania zbiorników. Smaczne mięso i szybki przyrost masy ciała spowodowały, że gatunek hodowany jest obecnie w akwakulturach ponad 70 krajów świata.

## Synonimy
Tołpyga pstra została opisana naukowo pod nazwą Leuciscus nobilis przez Johna Richardsona w 1845. Później była zaliczana do rodzaju Aristichthys Oshima, 1919.

## Ochrona
Tołpyga pstra nie jest objęta w Polsce ochroną gatunkową.